# Paul Grohmann
Paul Grohmann (ur. 12 czerwca 1838 w Wiedniu, zm. 29 lipca 1908 tamże) – austriacki wspinacz i pisarz.
W 1875 opublikował dokładną mapę Dolomitów (Karte der Dolomit-Alpen), a w 1877 r. książkę podróżniczą Wanderungen in den Dolomiten, która przyczyniła się do wzrostu ruchu turystycznego w Dolomitach.
Pierwsze wejścia:
- Hochalmspitze (1859)
- Tofany (1862)
- Antelao (1863)
- Marmolada (1864)
- Piz Boè (1864)
- Punta Sorapiss (1864)
- Coglians (1865)
- Monte Cristallo (1865)
- Hochfeiler (1865)
- Olperer (1867)
- Punta dei Tre Scarperi (1869)
- Tre Cime di Lavaredo (1869)
- Sassolungo (1869)